# August Overweg

August Overweg

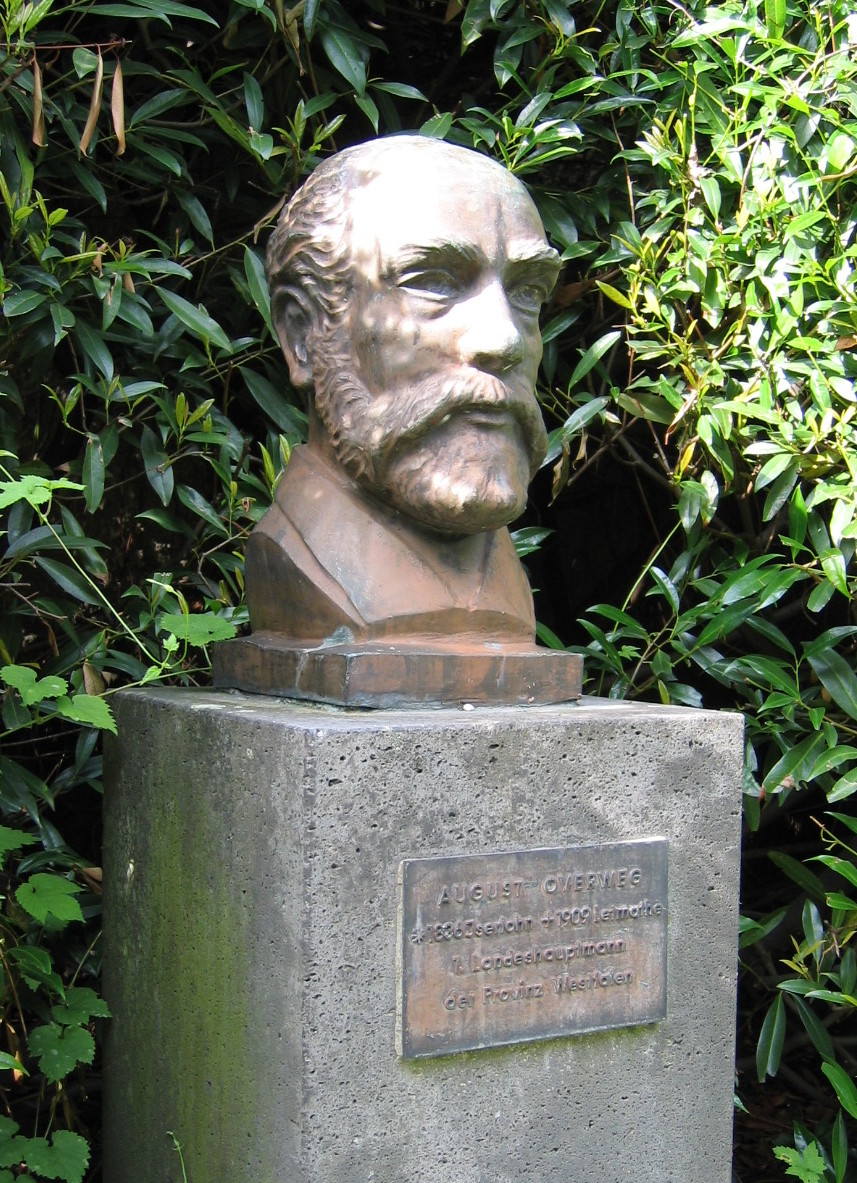
Büste vor Haus Letmathe

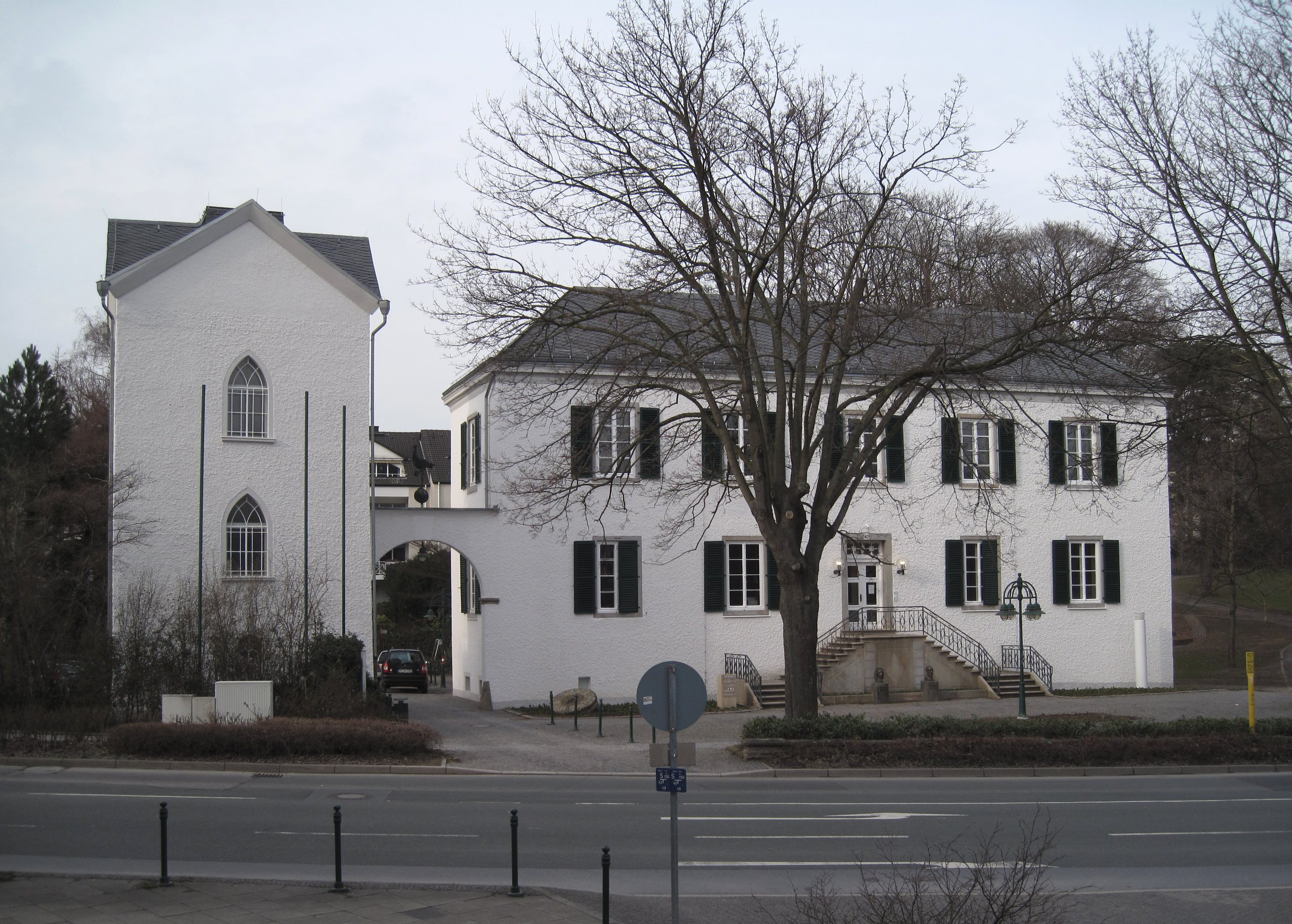
Haus Letmathe

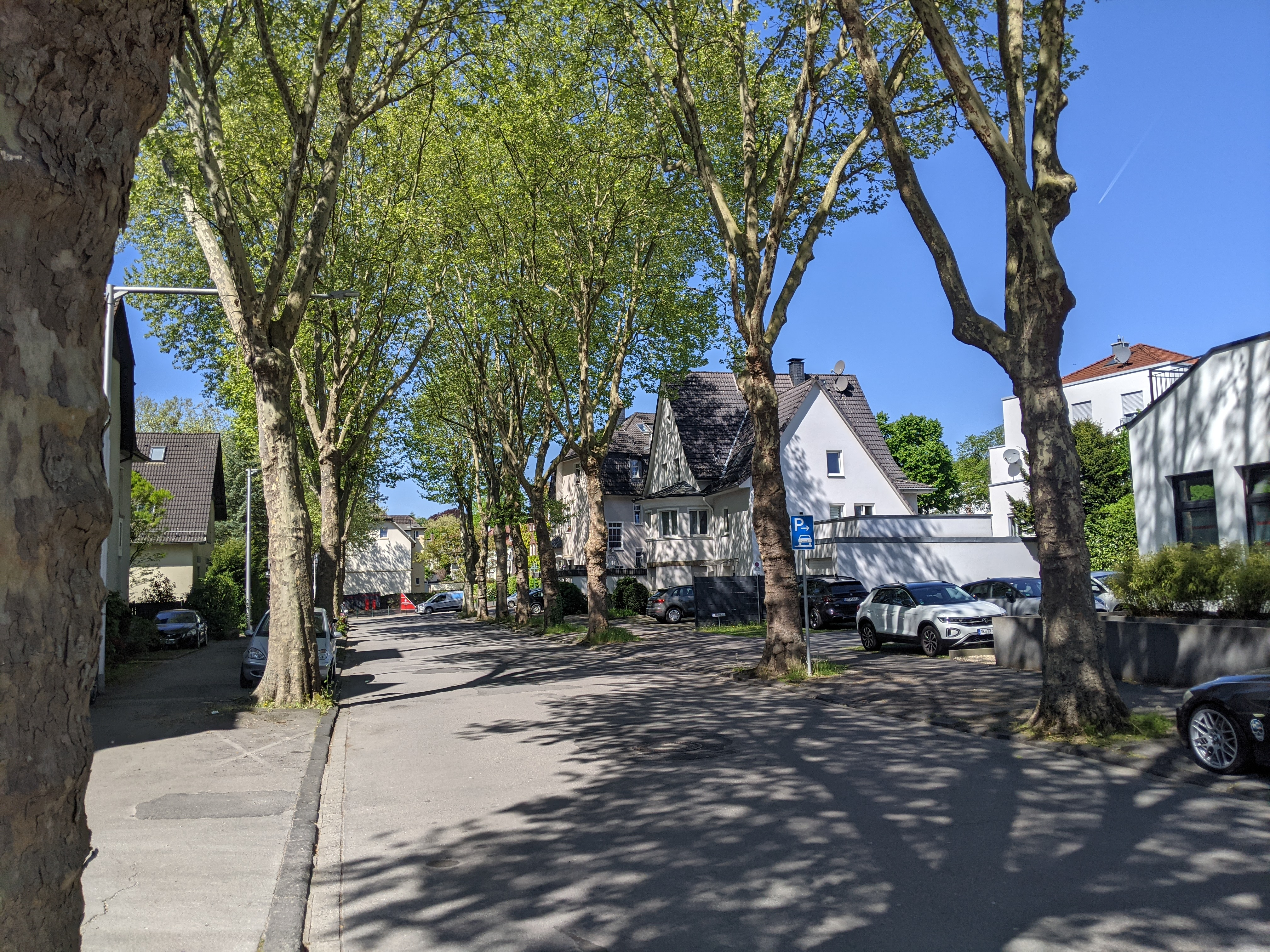
Overwegstraße in Letmathe

August Overweg (* 10. Juni 1836 in Iserlohn; † 2. März 1909 in Letmathe, heute Stadtteil von Iserlohn) war ein deutscher Politiker. 

## Leben
August Overweg war Sohn des Industriellen und Politikers Carl Overweg. Er studierte an der Ruprecht-Karls-Universität Heidelberg Rechtswissenschaft. 1856 wurde er im Corps Vandalia Heidelberg recipiert. Von 1862 bis 1877 war er Landrat des Kreises Iserlohn. Seit 1875 leitete er daneben ehrenamtlich die Landeskulturgesellschaft für den Regierungsbezirk Arnsberg. Im Jahr 1878 arbeitete Overweg als Referent im preußischen Landwirtschaftsministerium in Berlin, ehe er von 1879 bis 1883 Landrat des Landkreises Bochum wurde. Anschließend kehrte er als Vortragender Rat ins Landwirtschaftsministerium zurück. Nach der Reform der Provinzialverfassungen bildeten die Kreise und kreisfreien Städte eine neue Körperschaft, den Provinzialverband der Provinz Westfalen. Die Mitglieder des Provinziallandtages wurden nicht mehr von den Ständen bestimmt, sondern von Vertretern der Kreise und kreisfreien Städte, oft nach parteipolitischer Ausrichtung. Weitere Organe der provinzialen Selbstverwaltungen waren der Provinzialausschuss (Regierung) und die Funktion des Landeshauptmannes (Regierungschef). Overweg wurde 1887 zum ersten Landeshauptmann der Provinz Westfalen gewählt. Gleichzeitig war er Landtagsabgeordneter für den Kreis Iserlohn. Er unterstützte die Selbstverwaltung der Provinz Westfalen und war 1888 Mitinitiator mit der Inventarisierung der Bau- und Kunstdenkmäler in Westfalen. Im Jahr 1899 wurde Overweg für weitere zwölf Jahre als Landeshauptmann wiedergewählt, musste das Amt aber 1900 aus Gesundheitsgründen aufgeben.
Overweg förderte durch Schenkungen den Bau eines evangelischen Pfarrhauses und einer evangelischen Kirche in Letmathe.

## Ehrungen
Am 22. Februar 1883 verlieh ihm die Stadt Gelsenkirchen ihre Ehrenbürgerwürde. In Iserlohn ist die Overwegstraße im Zentrum des Stadtteils Letmathe nach der einflussreichen Familie benannt.

## Schriften
- Nachrichten über die Familie Overweg. Typoskript, Berlin 1906
- Patrick Sensburg: Die großen Juristen des Sauerlandes. 22 Biographien herausragender Rechtsgelehrter. 1. Auflage. F.W. Becker, Arnsberg 2002, ISBN 978-3-930264-45-2 (276 S.).